# Mentha verticillata
Mentha verticillata là một loài thực vật có hoa trong họ Hoa môi. Loài này được L. mô tả khoa học đầu tiên năm 1759.

## Hình ảnh

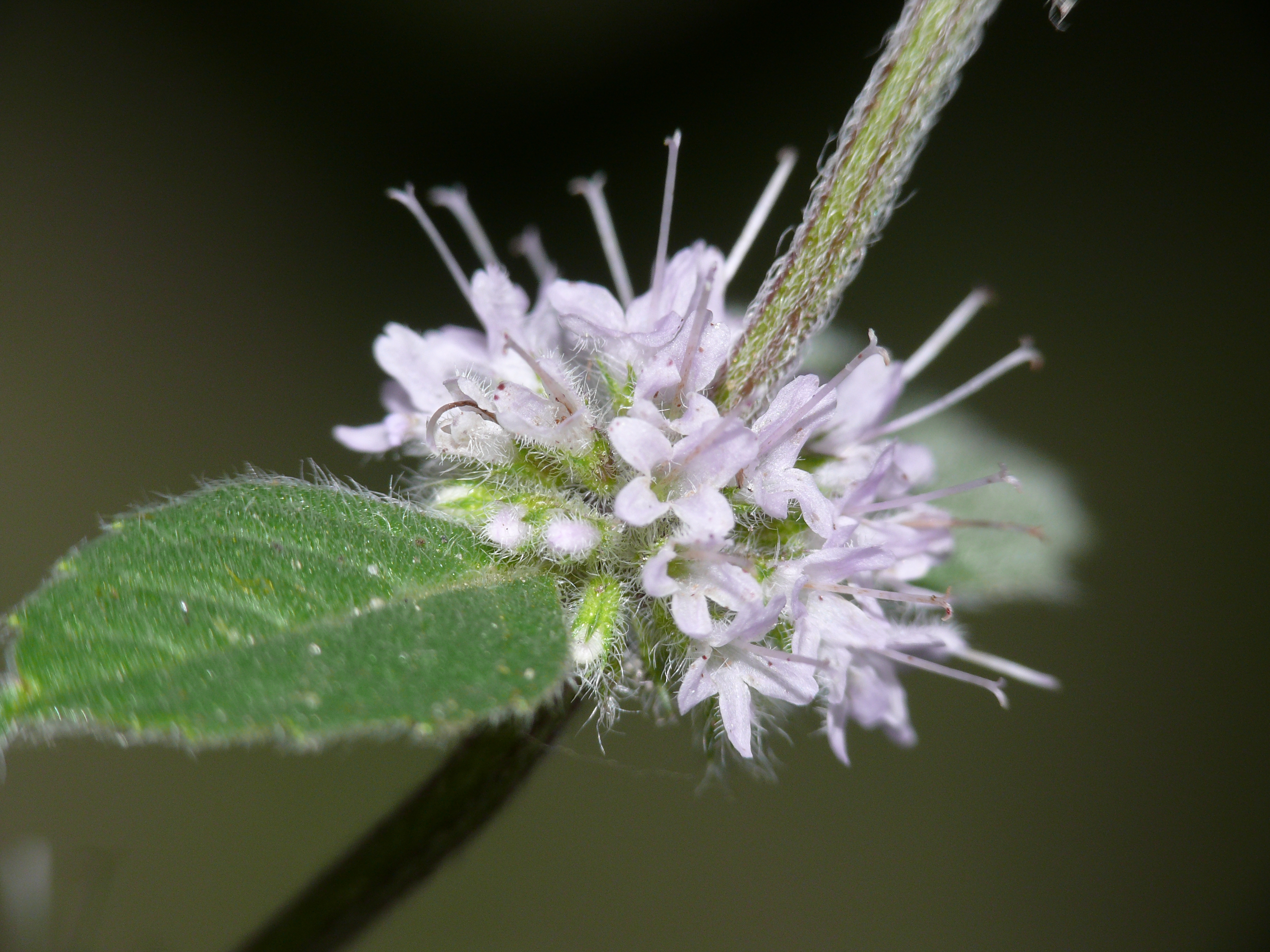